# Heinz Eckhoff
Heinz Eckhoff (* 1925 in Apensen) ist ein deutscher Politiker (CDU), Landwirt und Unternehmer. 1972 bis 1976 war er Bürgermeister von Apensen. Im Jahr 2000 erhielt er das Bundesverdienstkreuz am Bande.

## Leben
Heinz Eckhoff wurde 1925 in Apensen geboren. Während des Zweiten Weltkriegs war Eckhoff ab 1943 Mitglied der Waffen-SS. Nach dem Krieg arbeitete er als Landwirt und Kartoffelgroßhändler. 1968 kandidierte er erfolgreich auf der Liste der NPD für den Kreistag von Stade. 1970 trat er der CDU bei. Nach Angaben der CDU war Eckhoff nie NPD-Mitglied, sondern habe nur auf der Liste der Partei kandidiert, um als zweiter Apenser neben dem als gesetzt geltenden CDU-Kandidaten in den Kreistag von Stade einziehen zu können. Von 1972 bis 1976 war er Bürgermeister von Apensen. Eckhoff war zudem Vorsitzender des Kreiswegeausschusses. Es gilt als sein Verdienst, dass Apensen mit Radwegen ausgestattet wurde. Zudem engagierte er sich in der Städtepartnerschaft seiner Gemeinde Apensen mit dem bretonischen Ploemel.
Für seine Verdienste als Bürgermeister der Gemeinde sowie der Samtgemeinde Apensen, seine Tätigkeit im Vorstand (auch als Vorsitzender) der Volksbank Geest und für diverse weitere Engagements in Vereinen und Verbänden wurde Eckhoff 2000 im Alter von 77 Jahren mit dem Verdienstkreuz am Bande des Verdienstordens der Bundesrepublik Deutschland ausgezeichnet.

## Kontroverse um die Verleihung des Bundesverdienstkreuzes
Die Verleihung des Bundesverdienstkreuzes an Eckhoff sorgte aufgrund dessen früherer Mitgliedschaft in der Waffen-SS für Aufsehen. Der Eckhoff auszeichnende parteilose Landrat Günther Armonat äußerte während der Verleihung, dass „alle, die Heinz Eckhoff kennen, wissen, dass er sich auf das Entschiedenste von Hass, Gewalt und Rassismus distanziert“. Man müsse einem Menschen die Möglichkeit zubilligen, dass er seine Ansichten ändere.
Das Bundespräsidialamt teilte mit, Eckhoff sei über die kommunalen Stellen im Lande Niedersachsen vorgeschlagen worden. Sein Lebenslauf sei dem Bundespräsidialamt nicht vollständig mitgeteilt worden. Eine Sprecherin des Bundespräsidenten sagte, Johannes Rau habe den Fall zum Anlass genommen, nochmals an die Länder zu appellieren, „größtmögliche Sorgfalt bei den Ordensvorschlägen an den Tag zu legen“. Im konkreten Fall habe das Bundesland Niedersachsen den Vorschlag zur Verleihung gemacht. Das Bundespräsidialamt konnte die Verleihung nach eigenen Angaben nicht mehr rückgängig machen.
Der Direktor des Jüdischen Weltkongresses (WJC) Elan Steinberg bezeichnete die Ordensverleihung an Eckhoff als „Schandfleck für Deutschland“. Er wies darauf hin, dass die Waffen-SS im Jahr 1945 als kriminelle Organisation eingestuft wurde.
Irmela Mensah-Schramm, die 1996 eine Bundesverdienstmedaille für ihr Engagement gegen Rassismus erhalten hatte, gab ihre Auszeichnung zurück, als sie erfuhr, dass Heinz Eckhoff ebenfalls mit dem Bundesverdienstkreuz geehrt wurde.